# Did It On 'em
Did It On 'em е песен от албума Pink Friday на американската рапърка Ники Минаж.

## Видео
Във видеото има сцени от концерт на Ники Минаж и сцени на които тя се дава автографи. Също така се показват снимки на нея. Видеото е пуснато на 27 май 2011 г. в сайта и, но световната премиера е малко-по късно.

## Дата на издаване
- САЩ – 7 март 2011[2][3]

## Поциции в музикалните класации
- САЩ (Billboard Hot 100) – 49[4]
- САЩ (Hot R&B/Hip-Hop Songs – Billboard) – 3[5]
- САЩ (Rap Songs – Billboard) – 4[6]